# Ponte Internacional da Integração
A Ponte Internacional da Integração (em castelhano, Puente de la Integración), também conhecida como Ponte Internacional São Borja - Santo Tomé, é uma ponte internacional sobre o Rio Uruguai, na fronteira de São Borja, no Brasil, e Santo Tomé, na Argentina. A ponte possui 1.400 metros de extensão e 14 quilômetros de acessos. A ponte se conecta com a rodovia Ruta Nacional 121, do lado argentino (extensão de 9 km da Ruta Nacional 14), e com a rodovia BR-285, do lado brasileiro.
O projeto foi desenvolvido como experiência pioneira de aduana integrada na América Latina, através de parceria entre Brasil, Argentina e iniciativa privada. Construída entre abril de 1996 e dezembro de 1997 e inaugurada em 9 de dezembro de 1997 com a presença dos presidentes da Argentina e do Brasil, respectivamente, Carlos Menem e Fernando Henrique Cardoso, um dos objetivos buscados com esta ponte era desafogar o tráfego intenso que até então se concentrava apenas via Uruguaiana e Paso de los Libres. Até então, 80% do tráfego rodoviário na fronteira entre a Argentina e o Brasil era feito pela Ponte Internacional Agustín P. Justo-Getúlio Vargas.